# 国道365号

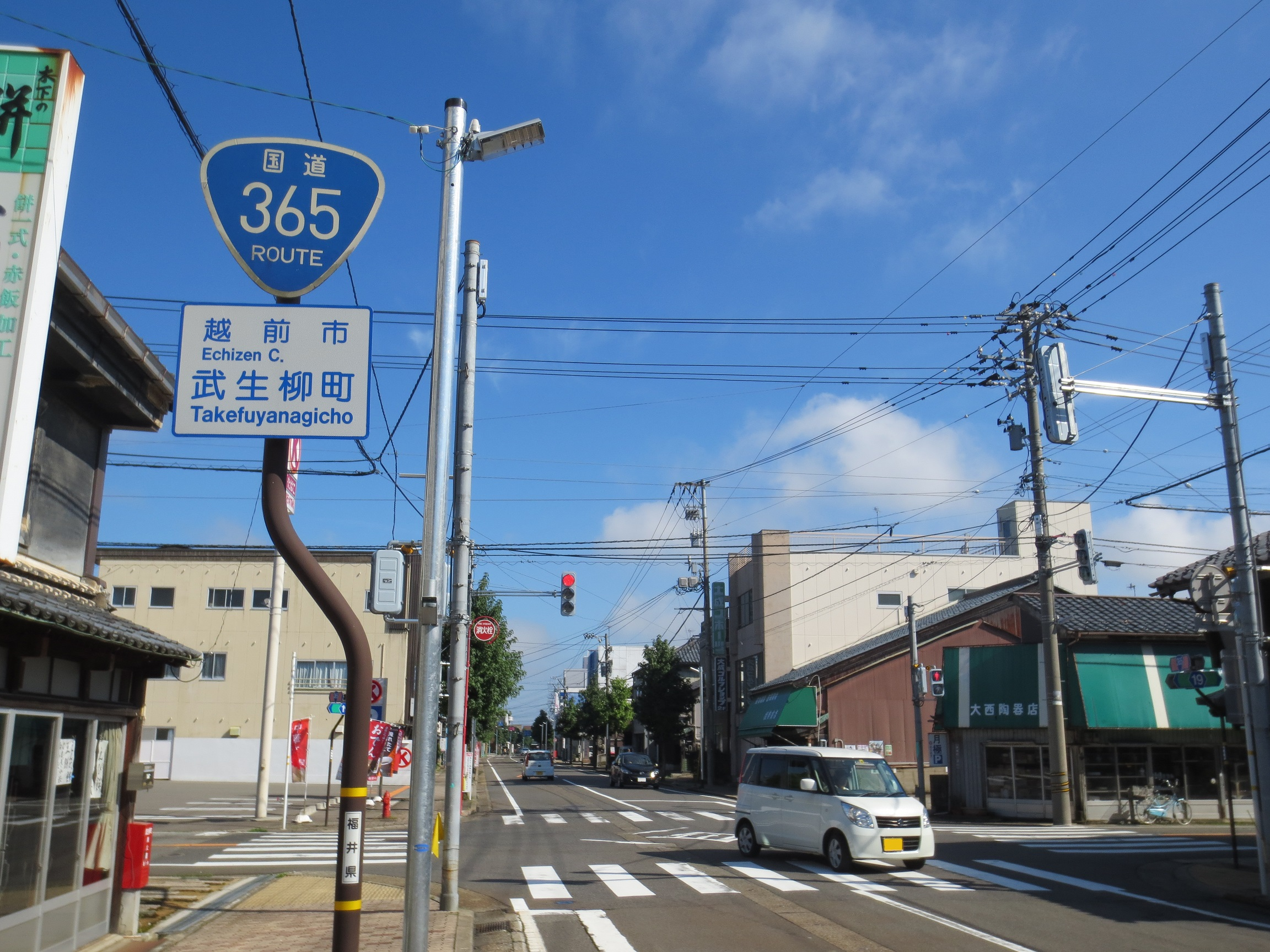
越前市武生柳町付近
（2013年9月）
2020年4月、従前の丹南広域農道の国道指定により、この地点は越前市道第1807号線となった。

国道365号（こくどう365ごう）は、石川県加賀市から三重県四日市市に至る一般国道である。

## 概要

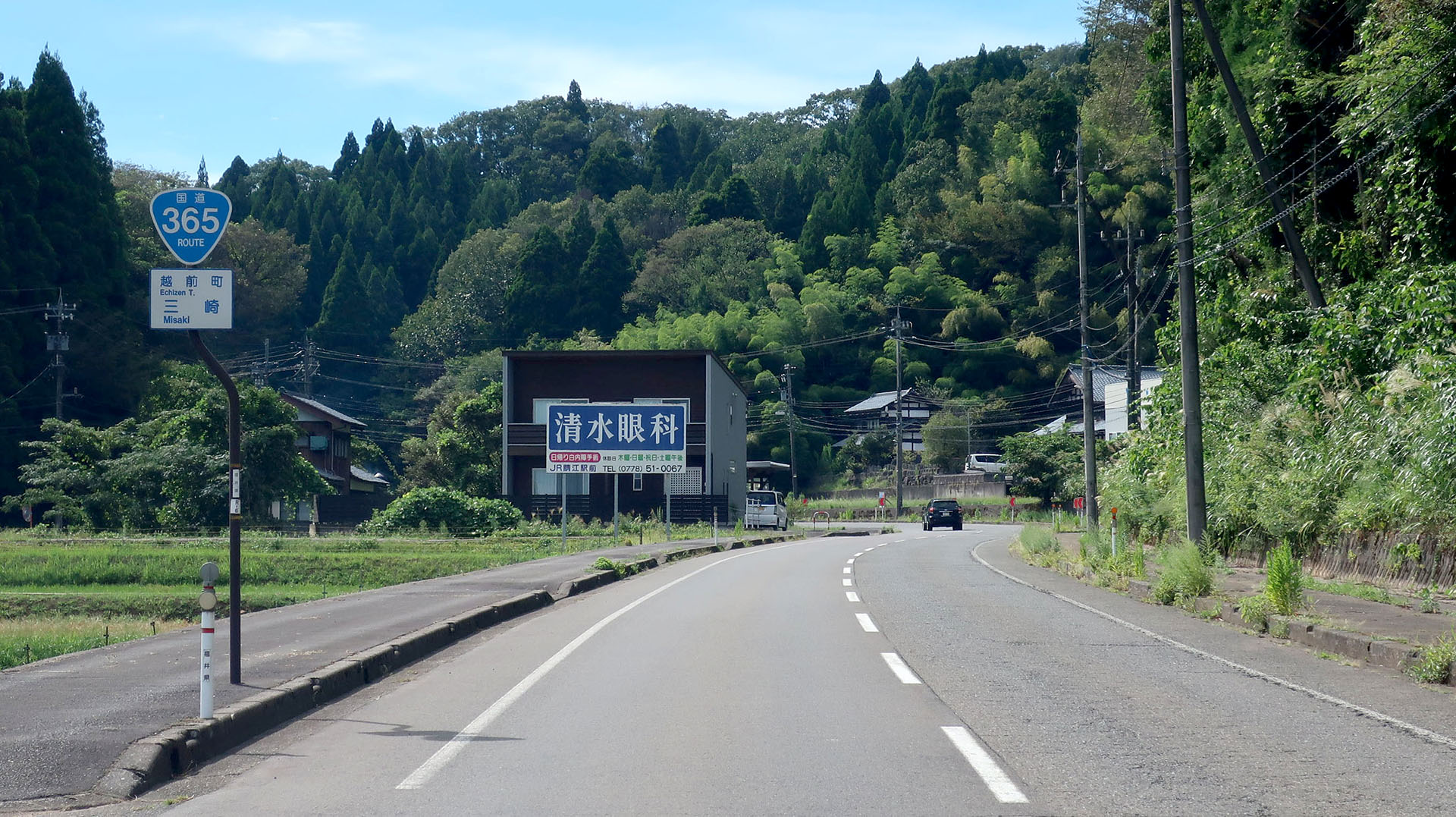
福井県丹生郡越前町三崎
（2020年9月撮影）

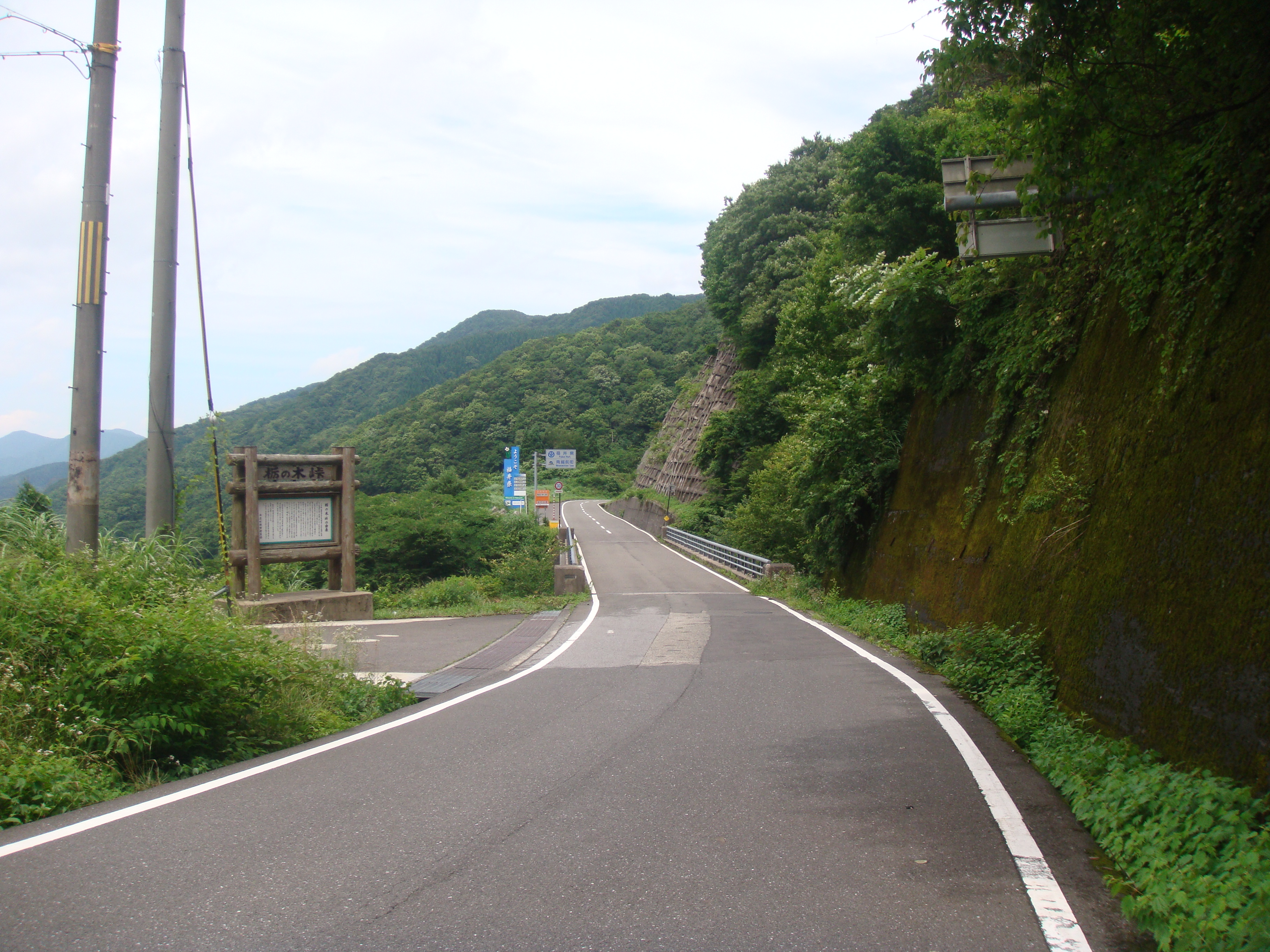
栃ノ木峠（滋賀県側より福井県側を望む）

石川県の南西端に位置する加賀市を起点に、日本海に面する越前海岸に沿って南下し、福井県北東部から県境の栃ノ木峠を越えて滋賀県の湖北地域、岐阜県の南西部の関ケ原町を経て、三重県四日市市の伊勢湾岸に達する一般国道の路線である。本州を横断して北陸地方と中京圏の地域間を結ぶ主要幹線道路としての役割を持つほかにも、福井県内は今庄IC、滋賀県内の木之本IC・小谷城SICなどで北陸自動車道と、また岐阜県内は名神高速道路の関ヶ原IC、三重県内は東員IC・大安ICで東海環状自動車道と結ばれており、各高速道路へのアクセス路線としての役割も担っている。

### 路線データ
一般国道の路線を指定する政令に基づく起終点および重要な経過地は次のとおり。
- 起点：加賀市（黒瀬町ヲ部166番地先、黒瀬交差点 = 国道8号交点、国道305号上、国道364号終点）
- 終点：四日市市（四日市橋南詰交差点 = 国道1号交点）
- 重要な経過地：福井市（浜住町）、福井県丹生郡越前町[注釈 2]、同郡織田町[注釈 2]、武生市[注釈 3]、同県南条郡南条町[注釈 4]、同郡今庄町[注釈 4]、滋賀県伊香郡木之本町[注釈 5]、岐阜県不破郡関ケ原町、三重県員弁郡藤原町[注釈 6]、同郡北勢町[注釈 6]、同郡大安町[注釈 6]、同郡東員町
- 総延長 : 224.8 km（石川県 9.4 km、福井県 106.3 km、岐阜県 20.0 km、三重県 37.1 km、滋賀県 52.0 km）重用延長を含む。[2][注釈 7]
- 重用延長 : 76.2 km（石川県 9.4 km、福井県 56.5 km、岐阜県 - km、三重県 8.5 km、滋賀県 1.8 km）[2][注釈 7]
- 未供用延長 : なし[2][注釈 7]
- 実延長 : 148.6 km（石川県 - km、福井県 49.8 km、岐阜県 20.0 km、三重県 28.5 km、滋賀県 50.3 km）[2][注釈 7]
  - 現道 : 145.7 km（石川県 - km、福井県 49.0 km、岐阜県 19.9 km、三重県 28.5 km、滋賀県 48.2 km）[2][注釈 7]
  - 旧道 : 2.8 km（石川県 - km、福井県 0.7 km、岐阜県 0.1 km、三重県 - km、滋賀県 2.0 km）[2][注釈 7]
  - 新道 : なし[2][注釈 7]
- 指定区間：国道8号と重複する区間（福井県越前市、滋賀県長浜市）[3]

## 歴史
- 1974年（昭和49年）11月12日 - 一般国道365号（福井県武生市[注釈 3] - 三重県四日市市）として指定公布[4]。主要地方道武生木之本線の全線、一般国道8号の一部、一般国道303号の一部、主要地方道木之本関ヶ原線の全線、主要地方道南濃関ヶ原線の一部、主要地方道四日市関ヶ原線（一般国道306号との重複区間を含む）の一部、一般県道員弁四日市線の一部、主要地方道四日市土山線の一部を一般国道365号に路線指定。
- 1975年（昭和50年）4月1日 - 一般国道365号（福井県武生市 - 三重県四日市市）が指定施行。
- 1993年（平成5年）4月1日 - 起点側を延伸し、一般国道365号（石川県加賀市 - 三重県四日市市）として指定施行[5]。
- 2008年（平成20年）3月31日 - 員弁バイパス（いなべ市大安町片樋 - 四日市市小牧町、11.95 km）が全通。
- 2014年（平成26年）11月19日 - 椿坂バイパス（長浜市椿坂 - 同市中河内、3,25 km）が開通[6][7]。
- 2020年（令和2年）4月1日 - 越前市内で国道365号と丹南広域農道との振り替えを実施[8][9]。
- 2022年（令和4年）8月5日 - 令和4年8月豪雨により椿坂峠と福井県境の間、南条郡南越前町鯖波と敦賀市余座の間で道路脇の斜面崩壊などが複数個所発生。通行止となった[10][11]。
- 2024年（令和6年）3月10日 - 梅浦バイパス（福井県丹生郡越前町梅浦、1.22 km）が開通[12]。
- 2025年（令和7年）4月1日 - 栃ノ木峠道路（福井県南条郡南越前町板取 - 滋賀県長浜市余呉町中河内、トンネル主体）を国（国土交通省近畿地方整備局）が直轄権限代行事業化[13]。かねてより福井県が行っている栃ノ木峠道路同県側明かり部（南条郡南越前町板取地内）の整備とともに、冬期交通不能区間の解消を目指すとしている。

## 路線状況
石川県と三重県を結ぶ国道であるが、石川県内はすべて国道305号との重複区間であり、実延長区間の起点は福井県丹生郡越前町の国道305号分岐点（梅浦交差点）からである。主な通過地は、福井県丹生郡越前町・越前市、滋賀県長浜市、岐阜県不破郡関ケ原町・大垣市上石津町、三重県いなべ市などとなっている。
福井・滋賀県境はカーブや勾配のきつい難所である。このうち椿坂峠には椿坂バイパスが整備され難所は解消したが、栃ノ木峠の区間は未整備で、冬季は閉鎖となる。福井県・滋賀県の両県は、この区間にトンネルを整備する「国道365号栃ノ木峠道路」の技術検討委員会を開催しており、2024年4月1日には同区間について国による直轄調査実施箇所として公表されている。

### 通称（別名）
- 北国街道
- 北国脇往還
- 巡見街道
- 濃洲道
- 牧田川やまざくら街道（大垣市）
- 薩摩カイコウズ街道（関ケ原町）

### バイパス

#### 椿坂バイパス
急勾配と急カーブが連続し、冬季には積雪で通行止めとなる事もある国道現道の難所・椿坂峠の直下を、椿坂トンネル（L=1,842 m、W=8.5 m）および5本の橋梁で結ぶバイパス道路。滋賀県が2002年度に着工し、2014年11月19日に開通した。旧道は進入できないよう厳重に閉鎖されている。
路線データ
- 起点：滋賀県長浜市椿坂
- 終点：滋賀県長浜市中河内
- 延長：3,250 m
- 幅員：10 m

#### 員弁バイパス
三重県いなべ市大安町高柳地区 - 同県四日市市小牧町は民家の軒先すれすれのかなり狭い区間でいわゆる「酷道」だったが、この交通の悪さを解消するため暫定2車線の員弁バイパスが供用されている。
最後まで未開通だったいなべ市大安町大泉 - 員弁郡東員町南大社間が完成し、2008年（平成20年）3月31日11時に全線開通。これにより、いなべ市大安町片樋 - 四日市市小牧町を結ぶ約12 kmが完成し、いなべ市 - 四日市市が従来より約20分の短縮になった。
いなべ市大安町高柳以南は上下線の間隔が広く取ってあった。これは東海環状自動車道がこのバイパスの上を走る予定で、橋脚を建設する用地を確保しているためであったが、2016年（平成28年）8月11日15時、東員IC - 新四日市JCT間の開通に伴い供用開始、次いで2019年（平成31年）3月17日16時、大安IC - 東員IC間が開通した。
路線データ
- 起点：三重県いなべ市大安町片樋
- 終点：三重県四日市市小牧町
- 延長：11,950 m
- 幅員：18.0 m（暫定2車線・完成4車線）（四日市工区13.0 m（暫定2車線・完成4車線））

#### 梅浦バイパス
路線データ
- 箇所：福井県丹生郡越前町梅浦
- 延長：1,220 m
- 幅員：9 m（2車線）
- 事業費：約82億円

#### 栃ノ木峠道路
路線データ
- 起点：福井県南条郡南越前町板取
- 終点：滋賀県長浜市余呉町中河内
- 延長：3.9  km （国直轄 2.9km、福井県1.0 km）
- 幅員：9 m（2車線）
- 全体事業費：国 200億円

### 重複区間

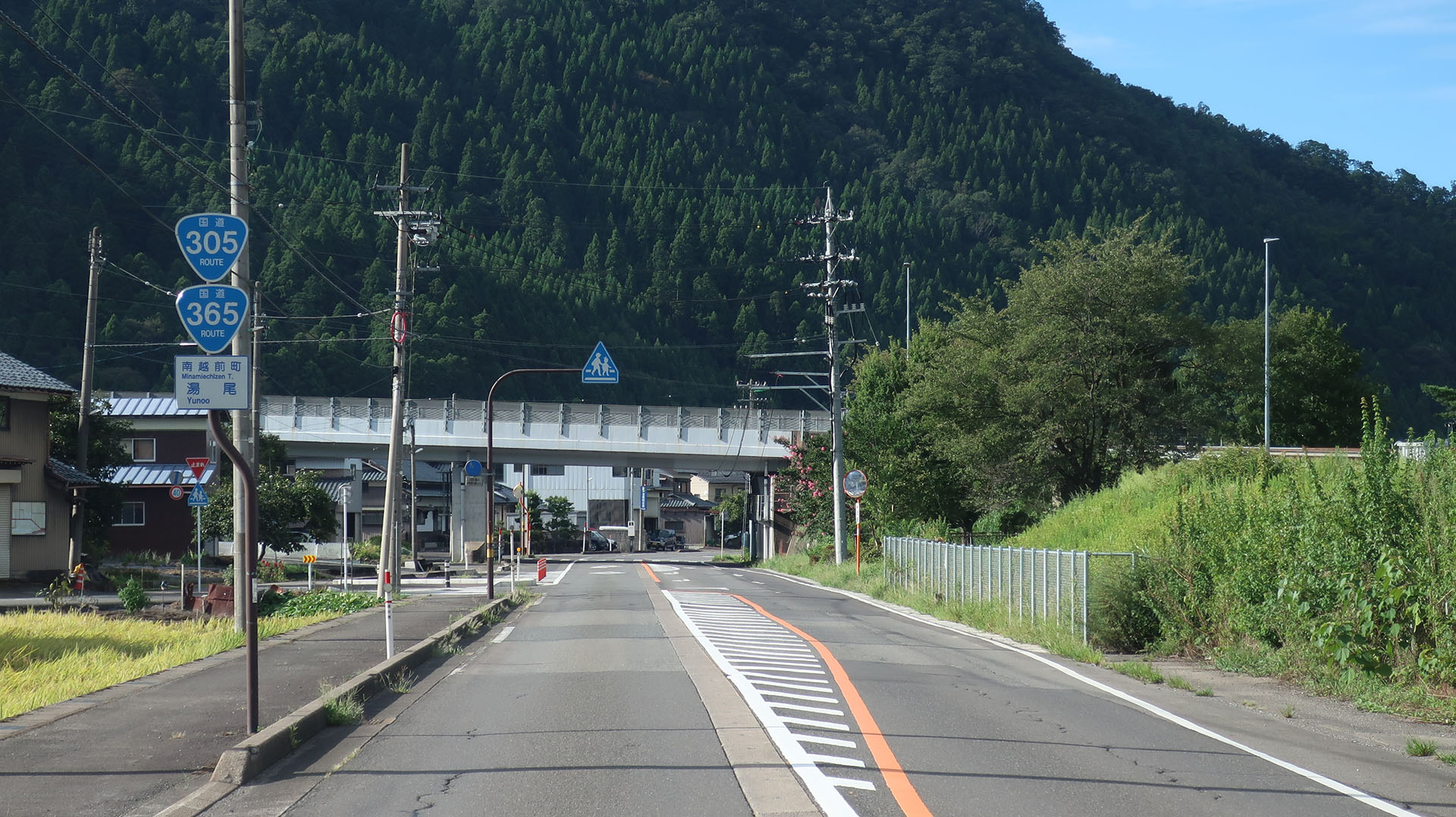
国道305号との重複区間
福井県南条郡南越前町
北陸自動車道 今庄IC付近

- 国道305号（石川県加賀市（起点） - 福井県丹生郡越前町）
- 国道8号（福井県越前市）
- 国道305号（福井県南条郡南越前町）
- 国道476号（福井県南条郡南越前町）
- 国道8号（滋賀県長浜市）
- 国道303号（滋賀県長浜市）
- 国道306号（三重県いなべ市）
- 国道477号（三重県四日市市）

このうち滋賀県長浜市から岐阜県不破郡関ケ原町にかけての区間は、黎明期の東海道本線（長浜線）そのものであり、長浜市の一部区間（旧木之本町 - 旧余呉町）は深坂トンネル開通前の北陸本線（柳ヶ瀬線）を道路に転用したものであるなど、鉄道との関係が深い。

### 道路施設

#### 道の駅
- 福井県
  - 蓮如の里あわら（あわら市、国道305号重複区間内）
  - みくに（坂井市、国道305号重複区間内）
- 滋賀県
  - 浅井三姉妹の郷（長浜市）

このほか、沿道ではないが、道の駅南えちぜん山海里（南越前町）が日野川対岸の北陸自動車道南条サービスエリアの東側にあり、県道経由約1 kmでアクセス可能。

### 交通量
2005年度（平成17年度道路交通センサスより）
平日24時間交通量（台）
| 地点                 | 台数   |
| -------------------- | ------ |
| 南条郡南越前町上板取 | 987    |
| 不破郡関ケ原町玉     | 15,014 |
| いなべ市藤原町古田   | 4,555  |
| 四日市市生桑町       | 19,960 |

## 地理

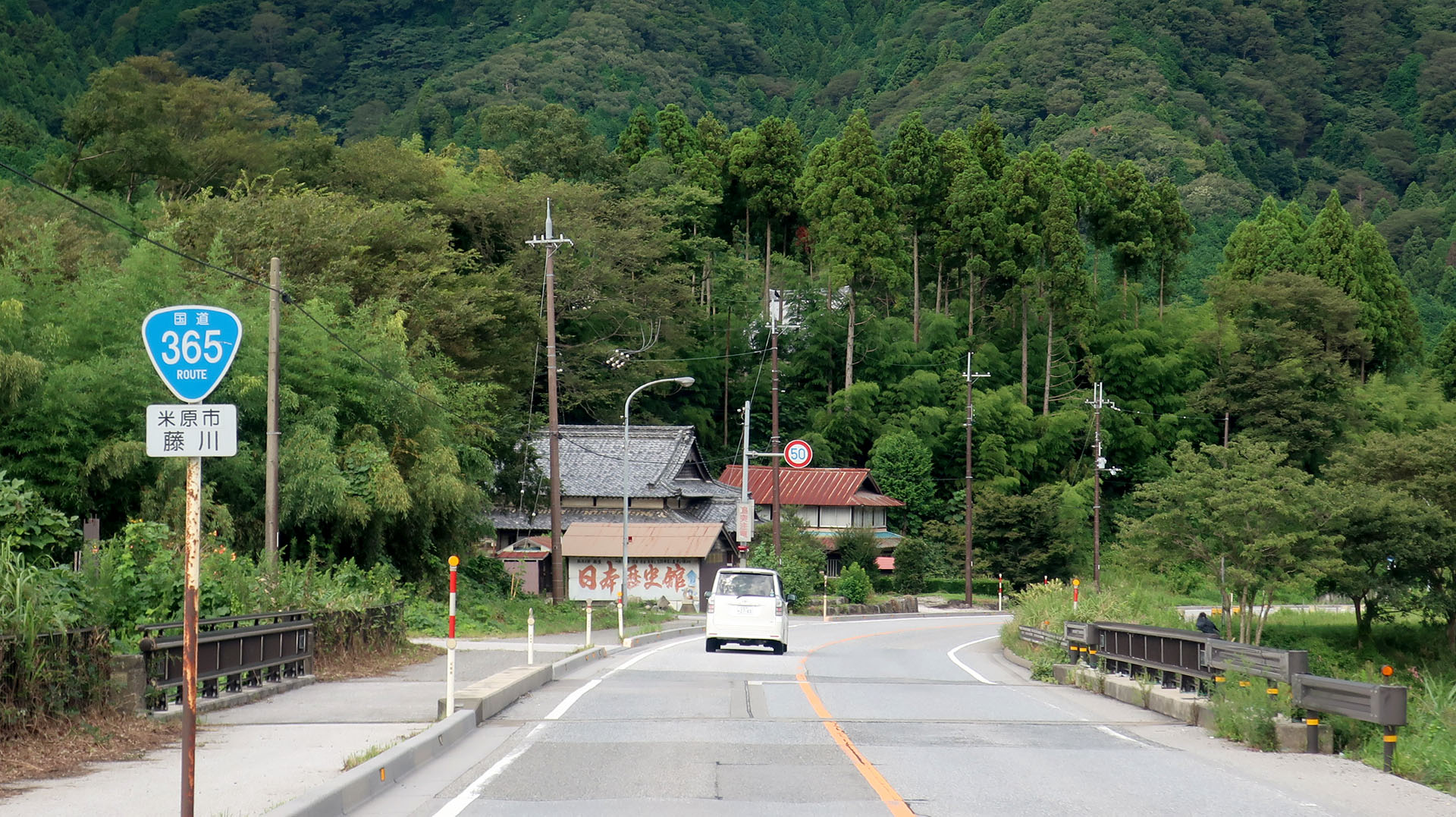
滋賀県米原市藤川
（2020年9月撮影）

### 通過する自治体
- 石川県
  - 加賀市
- 福井県
  - あわら市 - 坂井市 - 福井市 - 丹生郡越前町 - 越前市 - 南条郡南越前町
- 滋賀県
  - 長浜市 - 米原市
- 岐阜県
  - 不破郡関ケ原町 - 大垣市
- 三重県
  - いなべ市 - 員弁郡東員町 - 四日市市

### 交差する道路
- 起点 - 福井県丹生郡越前町の国道305号重複区間は当該記事を参照。
- 交差する道路の特記がないものは市町道。

| 交差する道路                                      | 交差する道路                                  | 都道府県名 | 市町村名 | 交差する場所 |
| ------------------------------------------------- | --------------------------------------------- | ---------- | -------- | ------------ |
| 国道305号（国道417号重複）                        | 国道305号（国道365号重複）                    | 福井県     | 越前町   | 梅浦         |
| -                                                 | 福井県道6号福井四ヶ浦線                       | 福井県     | 越前町   |              |
| 福井県道264号越前織田線                           | -                                             | 福井県     | 越前町   |              |
| 福井県道104号鯖江織田線                           | -                                             | 福井県     | 越前町   | 三崎         |
| -                                                 | 福井県道3号福井大森河野線                     | 福井県     | 越前町   | 織田         |
| -（屈折）                                         | 国道417号                                     | 福井県     | 越前町   | 織田北       |
| 福井県道104号鯖江織田線                           | -                                             | 福井県     | 越前町   | 下河原       |
| 福井県道3号福井大森河野線                         |                                               | 福井県     | 越前町   | 陶芸村口     |
| 福井県道4号越前宮崎線                             | 福井県道263号糸生宮崎線                       | 福井県     | 越前町   | 宮崎小口     |
| -（屈折）                                         | 福井県道104号鯖江織田線                       | 福井県     | 越前町   | 樫津東       |
| -（屈折）                                         | 旧丹南広域農道                                | 福井県     | 越前市   | 上太田第二   |
| 福井県道190号小曽原武生線                         |                                               | 福井県     | 越前市   |              |
| 福井県道19号武生米ノ線                            |                                               | 福井県     | 越前市   |              |
| 国道8号                                           | 福井県道28号福井朝日武生線                    | 福井県     | 越前市   | 塚原         |
| -（屈折）                                         | 国道8号（福井バイパス側道）                   | 福井県     | 越前市   | 行松         |
| 福井県道136号帆山王子保停車場線                   | 福井県道136号帆山王子保停車場線               | 福井県     | 越前市   | 王子保駅入口 |
| -                                                 | 福井県道203号池田南条線                       | 福井県     | 南越前町 | 南条駅入口   |
| 国道305号                                         | -                                             | 福井県     | 南越前町 |              |
| -                                                 | 福井県道137号杣山城趾線                       | 福井県     | 南越前町 |              |
| -                                                 | E8 北陸自動車道 （国道305号の終点）           | 福井県     | 南越前町 | 今庄IC       |
| -                                                 | 国道476号                                     | 福井県     | 南越前町 | 燧           |
| 福井県道138号今庄停車場線                         | -                                             | 福井県     | 南越前町 | 今庄駅入口   |
| 福井県道207号今庄杉津線                           | -                                             | 福井県     | 南越前町 |              |
| -                                                 | 福井県道231号広野大門線                       | 福井県     | 南越前町 | 大門         |
| 国道476号                                         | -                                             | 福井県     | 南越前町 |              |
| -                                                 | 滋賀県道285号中河内木之本線                   | 滋賀県     | 長浜市   |              |
| -                                                 | 福井県道・滋賀県道140号敦賀柳ヶ瀬線           | 滋賀県     | 長浜市   |              |
|                                                   | 滋賀県道283号中之郷停車場線                   | 滋賀県     | 長浜市   | 余呉支所前   |
| 滋賀県道33号西浅井余呉線                          |                                               | 滋賀県     | 長浜市   | 余呉湖口     |
| -                                                 | 滋賀県道284号杉本余呉線                       | 滋賀県     | 長浜市   | 下余呉       |
| 国道8号（国道303号重複） E8 北陸自動車道 木之本IC | -（屈折）                                     | 滋賀県     | 長浜市   | 木之本IC口   |
| 国道8号                                           | -（屈折）                                     | 滋賀県     | 長浜市   | 木之本       |
| -（屈折）                                         | 国道303号                                     | 滋賀県     | 長浜市   | 東横町       |
| 国道303号                                         | 国道303号                                     | 滋賀県     | 長浜市   | 田部東       |
| 滋賀県道281号川合千田線                           |                                               | 滋賀県     | 長浜市   | 田部         |
| -                                                 | 滋賀県道281号川合千田線                       | 滋賀県     | 長浜市   | -            |
| 滋賀県道280号井口高月線                           |                                               | 滋賀県     | 長浜市   | 柏原         |
| 滋賀県道278号上山田八日市線                       | -（屈折）                                     | 滋賀県     | 長浜市   | 阿弥陀橋     |
| -                                                 | 滋賀県道332号木之本高月線                     | 滋賀県     | 長浜市   | -            |
|                                                   | 滋賀県道278号上山田八日市線                   | 滋賀県     | 長浜市   | 二俣         |
| 滋賀県道278号上山田八日市線                       | -                                             | 滋賀県     | 長浜市   | 丁野         |
| 滋賀県道545号延勝寺速水線                         |                                               | 滋賀県     | 長浜市   | 郡上         |
| 滋賀県道265号郷野湖北線                           |                                               | 滋賀県     | 長浜市   | 郡上南       |
| 滋賀県道265号郷野湖北線                           | 滋賀県道265号郷野湖北線                       | 滋賀県     | 長浜市   | 田川         |
| 滋賀県道276号小室大路線                           |                                               | 滋賀県     | 長浜市   |              |
| 滋賀県道273号東野虎姫線                           | -                                             | 滋賀県     | 長浜市   | 内保東       |
| -                                                 | 滋賀県道273号東野虎姫線                       | 滋賀県     | 長浜市   | 草野川橋南詰 |
| 滋賀県道271号佐野長浜線                           | 滋賀県道271号佐野長浜線                       | 滋賀県     | 長浜市   | 野村橋北詰   |
| 滋賀県道243号東上坂近江線                         |                                               | 滋賀県     | 長浜市   |              |
| 滋賀県道37号中山東上坂線                          | -                                             | 滋賀県     | 長浜市   | 国道東上坂   |
| -                                                 | 滋賀県道264号高山長浜線                       | 滋賀県     | 長浜市   |              |
| 滋賀県道・岐阜県道40号山東本巣線                  | 滋賀県道・岐阜県道40号山東本巣線              | 滋賀県     | 米原市   | 野一色東     |
| 滋賀県道248号天満一色線                           | -                                             | 滋賀県     | 米原市   | 春照西       |
| 滋賀県道551号山東伊吹線                           | 滋賀県道551号山東伊吹線                       | 滋賀県     | 米原市   | 高番         |
| 滋賀県道244号大野木志賀谷長浜線                   |                                               | 滋賀県     | 米原市   | 大野木       |
| -                                                 | 滋賀県道531号藤川春照線                       | 滋賀県     | 米原市   | -            |
| 岐阜県道229号牧田関ケ原線                         | -                                             | 岐阜県     | 関ケ原町 | 玉           |
| 国道21号（関ヶ原バイパス）                        | 〈伊吹山ドライブウェイ〉                      | 岐阜県     | 関ケ原町 | 伊吹山口     |
| 国道21号                                          | 国道21号                                      | 岐阜県     | 関ケ原町 | 関ヶ原西町   |
| E1 名神高速道路                                   | -                                             | 岐阜県     | 関ケ原町 | 関ヶ原IC     |
| 岐阜県道229号牧田関ケ原線                         | -                                             | 岐阜県     | 大垣市   | 牧田一色     |
| -（屈折）                                         | 岐阜県道56号南濃関ケ原線                      | 岐阜県     | 大垣市   | 牧田小学校南 |
| -（屈折）                                         | 岐阜県道227号牧田室原線                       | 岐阜県     | 大垣市   | 和田橋南     |
| 岐阜県道139号上石津多賀線                         | -                                             | 岐阜県     | 大垣市   | -            |
| -                                                 | 岐阜県道・三重県道107号時下野尻線             | 岐阜県     | 大垣市   | -            |
| -                                                 | 三重県道614号篠立下野尻線                     | 三重県     | いなべ市 | -            |
| 国道306号                                         |                                               | 三重県     | いなべ市 | 黄金大橋南   |
| 三重県道614号篠立下野尻線                         | 三重県道614号篠立下野尻線                     | 三重県     | いなべ市 | 本郷南口     |
| -                                                 | 三重県道601号本郷志礼石線                     | 三重県     | いなべ市 | -            |
|                                                   | 三重県道107号時下野尻線                       | 三重県     | いなべ市 | 志礼石新田   |
| 三重県道614号篠立下野尻線                         |                                               | 三重県     | いなべ市 | 下野尻       |
|                                                   | 三重県道157号川原北勢インター線               | 三重県     | いなべ市 | 瀬木         |
|                                                   | 三重県道5号北勢多度線                         | 三重県     | いなべ市 | 鎌田         |
| 国道306号                                         | -                                             | 三重県     | いなべ市 | 別名         |
| 三重県道609号東貝野南中津原丹生川停車場線         | 三重県道609号東貝野南中津原丹生川停車場線     | 三重県     | いなべ市 | 久下         |
| 三重県道140号四日市菰野大安線                     | -                                             | 三重県     | いなべ市 | 大久保       |
| 国道421号                                         | 国道421号                                     | 三重県     | いなべ市 | 三笠橋南詰   |
| -                                                 | C3 東海環状自動車道                           | 三重県     | いなべ市 | 大安IC       |
|                                                   | 国道421号大安ICアクセス道路                   | 三重県     | いなべ市 | -            |
| 三重県道9号四日市員弁線                           | 三重県道9号四日市員弁線                       | 三重県     | いなべ市 | 大泉橋南詰   |
| 三重県道14号菰野東員線                            | 三重県道14号菰野東員線                        | 三重県     | 東員町   | 大社橋南詰   |
| -（屈折）                                         | 三重県道142号桑名東員線 三重県道3号桑名大安線 | 三重県     | 東員町   | 中央大橋南詰 |
| -                                                 | C3 東海環状自動車道                           | 三重県     | 東員町   | 東員IC       |
| 三重県道9号四日市員弁線                           | 三重県道9号四日市員弁線                       | 三重県     | 東員町   | 長深東       |
| 三重県道622号小牧小杉線                           | 三重県道622号小牧小杉線                       | 三重県     | 四日市市 | 新小牧橋南詰 |
| 三重県道625号上海老高角線                         |                                               | 三重県     | 四日市市 | 大沢東       |
| 三重県道620号平津菰野線                           | 三重県道64号上海老茂福線                      | 三重県     | 四日市市 | 上海老       |
| 国道1号（北勢バイパス）                           |                                               | 三重県     | 四日市市 |              |
| 三重県道616号田光四日市線                         | -（屈折）                                     | 三重県     | 四日市市 | 江田橋西     |
| 三重県道8号四日市鈴鹿環状線                       | 三重県道8号四日市鈴鹿環状線                   | 三重県     | 四日市市 | 生桑         |
| 三重県道622号小牧小杉線                           | 三重県道622号小牧小杉線                       | 三重県     | 四日市市 | 生桑東       |
| 国道477号                                         | -（屈折）                                     | 三重県     | 四日市市 | 堀木橋南詰   |
| 国道1号                                           | 国道1号                                       | 三重県     | 四日市市 | 四日市橋南詰 |

### 峠
- 福井県
  - 栃ノ木峠（南条郡南越前町 - 滋賀県長浜市）
- 滋賀県
  - 椿坂峠（長浜市）